# Alzias d'Uzès
Alzias d'Uzès (v. 1345-1390) est le quatrième vicomte d'Uzès, seigneur d'Aimargues et de Saze, de la fin du XIVe siècle.

## Biographie

### Origines
Alzias, parfois écrit sous les formes Auzias ou Eléazar,, apparaît vers 1345. Il est le fils du vicomte d'Uzès Decan III et Agathe des Baux.

### Vicomte d'Uzès
Vers 1374, son frère, Raymond, qui a succédé à leur père, meurt. Alzias lui succède comme vicomte d'Uzès et de seigneur d'Aimargues. Selon le testament du chevalier Amédée des Baux d'Avellin, seigneur de Caronb et de La Roche, sénéchal de Nîmes et de Beaucaire, du 22 avril 1374, Auzias, désigné comme son neveu, est mentionné comme vicomte d'Uzès. Il reçoit, peu de temps après, cours de l'année 1374, dans son château vicomtal, le duc d'Anjou, lieutenant du roi de France.
Il est seigneur du château de Saze.
Il épouse, vers 1375 — selon Elzière (1999). Albiousse (1887), qui cite les archives ducales, ou encore le site Internet fmg.ac/MedLands donnent le 11 septembre 1376 — Dauphine de la Roche,,, unique héritière d'une branche collatérale de la maison de la Roche(-en-Rainier), établie au château de Saint-Privat-du-Gard. Elle apporte en dot la terre de Saint-Privat,.
Alzias d'Uzès sert dans la querelle de Guyenne contre les Anglais. 

### Mort et succession
Alzias teste, dans son château de Saze, le 12 mai 1390,. Il meurt, peu de temps après, lors du siège de Tunis (croisade de Mahdia). 
Son corps est ramené à Uzès et inhumé dans le couvent des Frères mineurs, comme ses prédécesseurs,.
Son fils aîné, Robert, est mineur au moment de sa mort. Il est sous la tutelle de sa mère le 1er février 1400.
Delphine de La Roche se retire dans le monastère d'Alès. 

## Famille
Alzias d'Uzès épouse, vers 1375, Delphine de La Roche. Ils ont :
- Robert (env.1380-env.1430), qui succède à son père. ∞ (1) Claire de Joyeuse ; ∞ (2) Gillette de Pressigny.
- Pierre, seigneur de Vallaurie.